# Paul Stevens
Paulus Eduardus Maria (Paul) Stevens (Duffel, 11 januari 1885 – aldaar, 26 december 1953) was een Belgisch politicus voor het Katholiek Verbond van België. Hij was burgemeester van Duffel.

## Levensloop
Stevens werd in 1932 verkozen tot gemeenteraadslid van Duffel. Hij werd burgemeester in  opvolging van Louis D'Hoogh, die bij deze verkiezingen apart van de katholieke lijst was opgekomen. Een jaar later nam hij ontslag als burgemeester en hij werd opgevolgd door Emiel Van Hamme.
Beroepsmatig was Stevens ingenieur elektriciteit. Hij was specialist voor de verdeling van elektriciteit in de provincies Antwerpen en Limburg.